# Џереми Волдрон
Џереми Волдрон (рођен 13. октобра 1953) је професор права и филозофије са Новог Зеланда. Он је редовни професор на Правном факултету Универзитета у Њујорку и Чичеле професор социјалне и политичке теорије на Колеџу „All Souls“, на Универзитету у Оксфорду. Волдрон је такође помоћни професор на Универзитету Викторија на Новом Зеланду.

## Детињство, младост и образовање
Волдрон је студирао на Универзитету Отаго на Новом Зеланду, где је дипломирао хуманистичке науке 1974. и право 1978. године. Касније је био на докторским студијама на Универзитету у Оксфорду под менторством Роналда Дворкина филозофа права и Алана Рајанаполитичког теоретичара; докторирао је 1986. године.

## Каријера
Био је професор права и политичке филозофију на Универзитету у Отагу (1975—1978), Линкон Колеџу у Оксфорду (1980—1982), на Универзитету у Единбургу, Шкотска (1983—1987), предавао је правну филозофију и програм социјалне политике у Boalt Hall правној школи на Берклију (1986—1996), Универзитету у Принстону (1996—1997), и Правном факултету у Колумбији (1997—2006). Он је такође био гостујући професор на Корнел Универзитету (1989—1990), Универзитету у Отагу (1991—1992) и Универзитету Колумбија (1995).
Волдрон је одржао другу серију Сили предавања на Универзитету у Кембриџу 1996, а 1999. године Карлајл предавања на Оксфорду. У пролеће 2000. одржао је Универзитетско предавање на Правном факултету у Колумбији, Весон предавања на Универзитету Станфорд 2004. години, као и Сторс предавања на Правном факултету на Јејлу 2007. години. Изабран је за члана Америчке академије наука и уметности 1998. године.
У 2005. години, Волдрон је примио почасни докторат на матичном факултету Универзитета Отаго.

## Правни и филозофски погледи
Волдрон је либерал и нормативно правни позитивиста. Опширно је писао о анализи и оправданости приватне својине и о политичкој и правној филозофији Џона Лока. Он је отворени противник судског преиспитивања и тортуре, за које он верује да се косе са демократским принципима. Сматра да говор мржње не би требало да буде заштићен Првим амандманом.
Волдрон је такође критиковао аналитичку правну филозофију за пропуст да се укључи у питањима којима се бави политичка теорија.

### Критика судског преиспитивања
У својој књизи о Хансу Келзену, Сандрин Бом је идентификовала Јеремија Волдрона и Бруса Акермана као водеће критичаре „компатибилности судског преиспитивања са самим принципима демократије“. Бом је идентификовла Џона Харт Елија поред Дворкина као најистакнутије бранитеља овог принципа у последњих неколико година, док опозиција на овом принципу „компатибилност“ идентификовани су Брус Акерман и Џереми Валдрон. За разлику од Валдрона и Акермана, Дворкин је дугогодишњи заговорник принципа моралног читања устава чији линије подршке он види као снажно повезане са побољшаним верзијама судске ревизије у савезној влади.

## Публикације
Књиге
- Theories of Rights., edited vol. . 1984. ISBN 978-0-19-875063-5. Недостаје или је празан параметар |title= (помоћ)
- . The Right to Private Property. 1988. ISBN 978-0-19-824326-7. Непознати параметар |DUPLICATE_isbn= игнорисан (помоћ)
- Nonsense Upon Stilts: Bentham, Burke and Marx on the Rights of Man., edited vol. . 1988. ISBN 978-0-416-91890-8. Недостаје или је празан параметар |title= (помоћ)
- 1990. Waldron, Jeremy (1990). The Law: Theory and Practice in British Politics. Routledge. ISBN 978-0-415-01427-4.
- 1993. Waldron, Jeremy (26. 3. 1993). Liberal Rights: Collected Papers 1981—91. Cambridge University Press. ISBN 978-0-521-43617-5.
- Waldron, Jeremy (29. 7. 1999). The Dignity of Legislation. Cambridge University Press. ISBN 978-0-521-65883-6., Seeley Lectures. Waldron, Jeremy (2003). Dignidade da Legislacao, A. Martins Fontes. ISBN 978-85-336-1896-1.. (превод са португалског)
- 1999. Waldron, Jeremy (2001). Law and Disagreement. Oxford University Press. ISBN 978-0-19-924303-7.
- . God, Locke and Equality. 2002. ISBN 978-0-521-89057-1.
- 2010. Waldron, Jeremy (27. 5. 2010). Torture, Terror, and Trade-Offs: Philosophy for the White House. OUP Oxford. ISBN 978-0-19-958504-5.
- The Harm in Hate Speech. Oliver Wendell Holmes Lectures. 2012. ISBN 978-0-674-06589-5.
- 2012. Waldron, Jeremy (29. 5. 2012). "Partly Laws Common To All Mankind": Foreign Law in American Courts. Yale University Press. ISBN 978-0-300-14865-7.
- The Rule of Law and the Measure of Property. Hamlyn Lectures. 2012. ISBN 978-1-107-65378-8.

Чланци
- 2001. "Normative (or Ethical) Positivism" in Jules Coleman (ed.). Hart's Postscript: Essays on the Postscript to The Concept of Law. New York. Hart's Postscript: Essays on the Postscript to the Concept of Law. Oxford University Press. 2001. ISBN 978-0-19-829908-0.
- „Who is my Neighbor?: Humanity and Proximity”. The Monist 86. 2003..
- „Settlement, Return, and the Supersession Thesis”. Theoretical Inquiries in Law 5. 2004..
- 2004,. „Terrorism and the Uses of Terro”. The Journal of Ethics. 8 (1). 2004., Terrorism . стр. 5–35.
- „Torture and Positive Law: Jurisprudence for the White House”. Columbia Law Review 105. 2005..
- „The Core of the Case Against Judicial Review”. Yale Law Journal 115. 2006..
- 2009, "Dignity and Defamation: The Visibility of Hate". 2009 Oliver Wendell Holmes Lectures.
- „Bicameralism and the Separation of Powers”. Current Legal Problems 31. 2012..